# Шумска ускочница
Шумска ускочница (лат. Agaricus bitorquis var.valida Moll), или Двопрстенаста печурка, јестива је гљива из породице печурки. Распростањена је дуж Јадранске обале, поред алепских борова. Настањена је врло често на острвима.  

## Клобук
Клобук је полулоптаст или мало издуженији, затим јастучаст или одозго поравнат и удубљен, од 5 до 17 cm величине. Руб је дебео, подврнут до 3 mm у почетку развоја чак и спирално. Површина клобука је снијежнобијела и свиленкаста као код пољског шампињона, може бити и сивкасто-бијела. Ако је окер смеђе напрашена то је од заостале земље по њему.

## Листићи
Листићи су прирасли с јарком (нису јасно слободни), у почетку развоја закривљени су заједно са рубом. Али касније су сасвим равни, чак и водоравни, измјешани са много ламелуа. Испод самог стручка су најшире и трбушасто валовито заобљени, а ту су и најшири (од 2 до 6 милиметара). Код најмлађих примјерака су, састране гледано, према дну винскоцрвени, само су према оштрици свјетлији, сиворужичасти, а с временом постају све тамније винскоцрвени, већином све до краја. У чоколадносмеђу боју не прелазе ни када су сасвим стари.

## Отрусина
Отрусина је чађавоцрна.

## Месо
Месо је тврдо и компактно. Веома је дебело - до 2,5 сантиметара у клобуку- једро је и сочно. Изворно је бијеле боје, али нагло вински поцрвени. Понекад најприје постане мало кадмијнаранџасто, и то углавном интензивно, с готово цинобер крбвавом примјесом, рјеђе слабије. Након кулминације, послије пола минута почиње смеђе блиједити. Укус је сасвим исти као и код пољског шампињона.

## Стручак
Стручак је махом ваљкаст, понекад мало дебљи при дну, да би се у самом дну сузио. Углавном на пола ширине одоздо издужено је заобљен. на пресјеку младог, не раствореног потомка уочава се двоструки прстен. Када се раствори, примјећује се да је доња половина широке манжете исцрткана те или окренута укосо надоље, или притиснута уз стручак. Горња, дужа, половина шири се нагоре као неки цвијет, с валовитим и неуједначено високим рубом. Исти није исцрткан, ни урезан, нити има ресе. Код старијих се и овај горњи дио споји са стучком, а доњи дио одвоји и спусти још ниже, тако да сада настају два појаса танке кожице један понад другог, тамносмеђе обојена од спора. Горњи прстен није постојан, тако да у старијих примјерака можемо наћи и само један, доњи, веома сужен и скврчен. стручак је бијел, мало храпав, или није блистав као код пољског шампињона. У почетку развоја, испод прстенова буде блиједо пахуљаст, у старости и ту оголи. 

## Хемијска реакција
Хемијска реакција по Schafferu је негативна.

## Микроскопија
Споре (5)-5,5-6,5-(7,5)/4,5-5,5 mi, благо овоидне са дебелим зидом.

## Станиште и распрострањеност
Покрај алепских борова дуж Јадранске обале, већином на пјешчаним пољима непосредно испод дрвећа, али и под иглицама и на голој земљи. Врло је честа на острвима, у многочланим породицама које се држе на окупу.

## Диоба
Период диобе је у току кишног осмомг мјесеца, иначе од септембра до новембра мјесеца.

## Јестивост
Прворазредна јестива гљива, равноправна градском шампињону. 

## Сличне врсте
Ово је варијација градског шампињона или ускочнице. Agaricus bitorquis (Quel.) Sacc., који се прилагодио шуми и чистој природи. Осим по станишту, од градског шампињона се разликује прије свега по месу и листићима који јако поцрвене, те својим робуснијим и већим стасом. Као и можда у просјеку већим спорама и јачим мирисом на резано дрво. Како већином није спљоштен и како је бјељи од градског шампињона, више је налик пољском, рудњачи, Agaricus campester (L.) Fr., али је од њега много већи и јаче поцрвени. Још важнија карактеристика која их разликује је веома дебела кожица и двоструки прстен. Овај варијетет, иако мање од  типичног bitorquisa, доста је сличан - по станишту, дебелој кожици, мирису, величини и облику - лажној ускочници, Agaricus bernardiformis Bohus, која је јаче, иако блиједо обојена, тј. свијетлосива или свијетлосиво смеђа, а месо јој уопште не црвени. И она је јестива.